# Халкида
Халкида или Халкис (грч. Χαλκίδα или Χαλκίς) је управно средиште округа Евбеја периферије Средишња Грчка. То је један од најважнијих и највећих градова у подручју Грчке северно до Атине. Такође, град спада међу 5 највећих градова на грчким острвима.

## Положај
Халкида се налази релативно близу Атине за грчке услове — 75 километара северно од главног града. Град је смештен недалеко од главног државног пута Атина — Солун.
Халкида се развила на стратешки важном месту на западној обали острва Еубеја, на месту где је острво најближе копну, тј. прелаз између њега и копна, тзв. Еврипијев пролаз, најужи (чак и до 35 m). Данас је дати теснац премошћен на два места, па се обод града проширио и на копно.

## Историја
Град Халкида се помиње као Халкис још у Илијади. На подручју града откривени су и гробови из Микенског раздобља. Град се нарочито развио током старогрчког раздобља, када су грчки колонисти града основали бројне колоније на Сицилији. Колоније су богато помагале матицу током овог раздобља, па је град имао важну улогу у току овог дела историје. Халкис је задржао значај и током хеленистичког периода, као тврђава коју су Македонци изградили у циљу надгледања средишње Грчке.
Халкис се показао као веома важан град, пошто је био дуго тврђава за надгледање шире околине — прво у време Римљана, а затим у оквиру Византије. 1470. године град је пао под османлијску власт и постао седиште паше. 1688. године град је успешно одбио тежак напад Млечана.
Град је постао део савремене грчке државе 1830. године, а крајем 19. века постао је седиште данашње префектуре. У то време град брзо напредује. Међутим, 1894. године десио се велики земљотрес, после кога је изграђен савремени град, 1904. године град је добио железничку везу са Атином и Солуном.
За време Првог светског рата ту је неколико месеци 1916. године живео српски краљ Петар I Карађорђевић. Када је стари владар кренуо из тог места месно становништво га је срдачно поздравило. Дирнут пажњом грчког народа, дао је 1000 драхми да се разделе сиротињи тог насеља.

## Становништво
| 2011.   |
| ------- |
| 102.223 |

Данас је Халкида град са приближно 60.000 становника, махом етничких Грка. Шире градско подручје има око 90.000 становника.

## Галерија
- Градско приобаље
- Стара градска кућа
- Саборна црква Халкиде
- Стари мост

## Партнерски градови
- Менден